# ماهی‌خوار

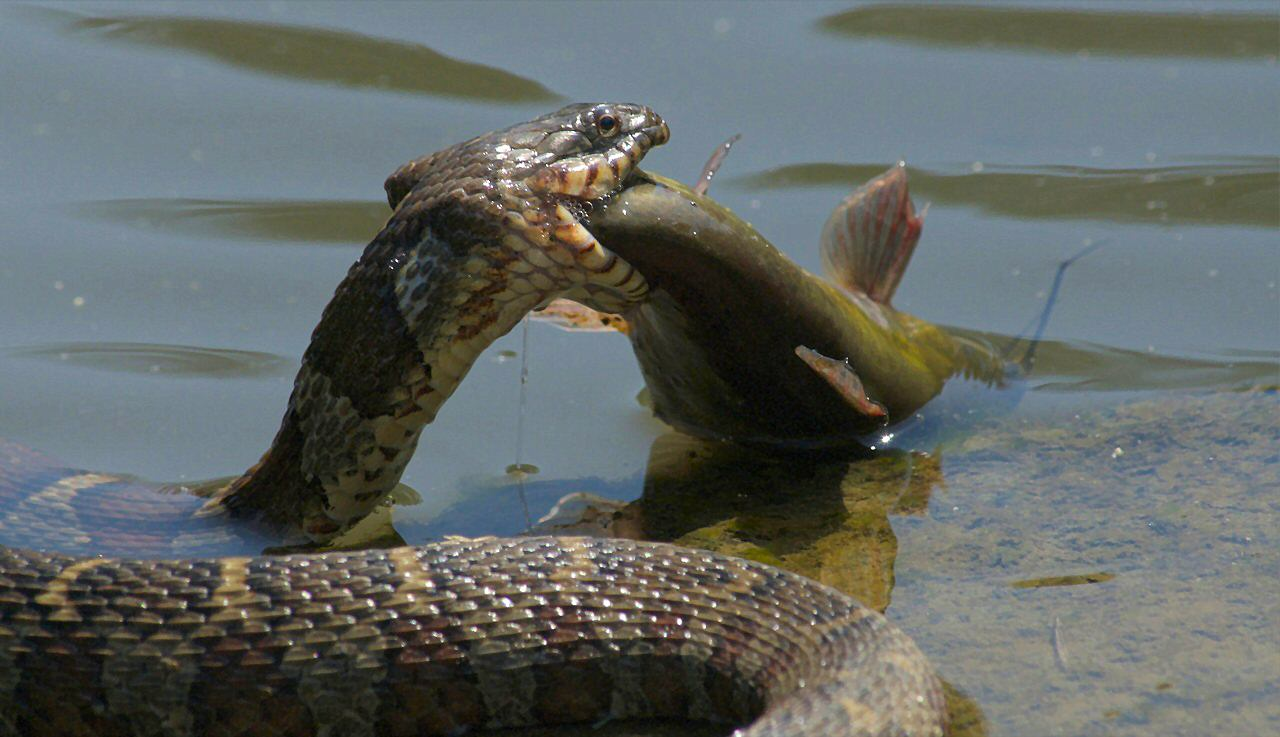
مار آبی شمالی (Nerodia sipedon در حال خوردن یک گربه ماهی

ماهی‌خوار (به لاتین: piscivore) یک جانور گوشت‌خواری است که در درجه اول ماهی می‌خورد. نام لاتین Piscivore از واژهٔ «ماهی»، piscis گرفته شده‌است. Piscivore معادل کلمه یونانی "ichthyophage" است که هر دو به معنای «ماهی‌خوار» هستند. ماهی‌ها رژیم غذایی چهاراندامان اولیه (دوزیستان) بودند. حشره‌خواری در مرحله بعدی قرار گرفت، سپس با گذشت زمان، خزندگان گیاه‌خواری را افزودند.

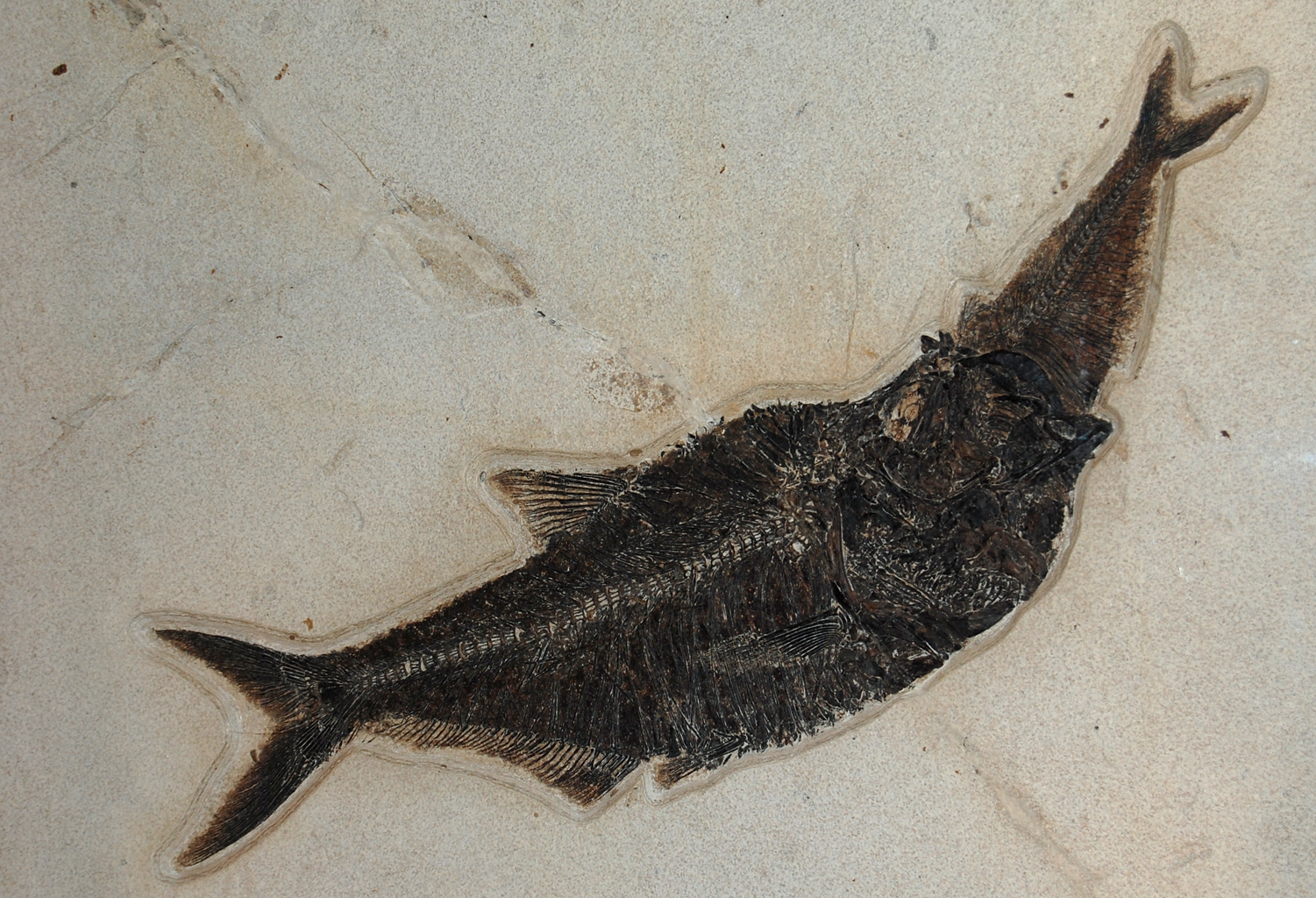
نمونه Diplomystus در حال قورت دادن ماهی دیگری

## نمونه‌هایی از ماهی‌خواران موجود
- مشکین‌گربه آبزی
- گربه سرپخ
- خفاش بولداگ
- شیر دریایی
- فک خزدار
- نهنگ قاتل
- سموریان رودخانه‌ای
- شنگ اوراسیایی
- سمور رودخانه‌ای آمریکای شمالی
- تیره‌راسوی آمریکایی
- گربه ماهیگیر
- دلفین رودخانه‌ای آمازون
- شنگ بزرگ
- دلفین پوزه‌بطری معمولی
- فک بندرگاه
- عقاب ماهی‌گیر
- اردک ماهیخوار
- پنگوئن
- عقاب سرسفید
- آراپایما
- خفاش ماهی‌خوار
- تمساح پوزه‌باریک گنگی
- مار دریایی شکم زرد
- ببر ماهی آفریقایی
- کوترماهیان
- شاه‌گیش بزرگ
- سرسوسماری گار
- کوسه لیمویی
- عنکبوت ماهیگیری
- ببر
- پیرانیا
- ماهی آبی[۲]
- خروس‌ماهی
- کیداکو موری